# 林珮君
林珮君（1968年10月13日—），台灣女演員，本名林洛妃。

## 電視劇
| 年份   | 頻道             | 劇名                                       | 飾演                    |
|        | 超視             | 《台灣重案錄-箱殺》                        | 江阿春                  |
|        | 台視             | 《中國民間故事-棒子麵窩窩頭》              | 杜媚娘                  |
|        | 台視             | 《中國民間故事-五殿閻羅》                  | 王春雲                  |
|        | 台視             | 《中國民間故事-智者大師》                  | 胡姬                    |
|        | 台視             | 《中國民間故事-達摩祖師》                  | 楊嫂                    |
|        | 台視             | 《中國民間故事-佛跳牆》                    | 小秋                    |
|        | 台視             | 《中國民間故事-疤面和尚》                  | 秋梅                    |
|        | 台視             | 《中國民間故事-太上老君傳奇》              | 妲己                    |
|        | 台視             | 《中國民間故事-海瑞罷官》                  | 玉荷                    |
| 1994年 | 中視             | 《香水百合花》                             | 玉燕                    |
| 1996年 | 台視             | 《天眼-碟仙戀》                            | 許心怡                  |
| 1996年 | 台視             | 《天眼-錯愛》                              | 莉珍                    |
| 1997年 | 台視             | 《藍色蜘蛛網-台北女強人》                  | 方筱鄀                  |
| 1997年 | 台視             | 《藍色蜘蛛網-礁溪癡女咒》                  | 游慧卿                  |
| 1998年 | 台視             | 《藍色蜘蛛網-命運的鎖鍊》                  | 李秀麗                  |
| 1998年 | 台視             | 《藍色蜘蛛網-港都女千手》                  | 唐宛芬                  |
| 1998年 | 台視             | 《藍色蜘蛛網-萬華神女咒》                  | 何素芬                  |
| 1998年 | 台視             | 《藍色蜘蛛網-竹崎大補湯》                  | 劉素娥                  |
|        | 中視             | 《大巡按蕃薯官-秘密身份》                  | 方玉蓮                  |
|        | 中視             | 《大巡按蕃薯官-豬刀殺豬哥》                | 玉釵                    |
|        | 中視             | 《大巡按蕃薯官-地獄新娘》                  | 玉雪                    |
|        | 中視             | 《大巡按蕃薯官-碟仙》                      | 玉蘭                    |
|        | 中視             | 《大巡按蕃薯官-小心匪諜》                  | 周麗君                  |
|        | 中視             | 《大巡按蕃薯官-千面人》                    | 方雅蕙                  |
| 1999年 | 台視             | 《福德正神土地公-姻緣路》                  | 錢夫人                  |
| 1999年 | 台視             | 《玫瑰瞳鈴眼-悲情落翅仔》                  | 張玉芬                  |
| 1999年 | 台視             | 《玫瑰瞳鈴眼-老夫少妻》                    | 黃阿惠                  |
| 1999年 | 台視             | 《玫瑰瞳鈴眼-麻雀變鳳凰》                  | 王翠凌                  |
| 1999年 | 台視             | 《玫瑰瞳鈴眼-搶錢家庭》                    | 陳彩瑛                  |
| 1999年 | 三立台灣台       | 《鳥來伯與十三姨》                         | 洪春綢                  |
| 2000年 | 民視             | 《長男的媳婦》                             | 蔡秋梅                  |
| 2000年 | 民視             | 《親戚不計較》（EP116登場）                | 麥美英阿喜（EP443登場） |
| 2000年 | 中視             | 《奈何花》                                 | 陳怡君                  |
| 2000年 | 台視             | 《誰人的子》                               | 美娟                    |
| 2000年 | 台視             | 《因果禪》                                 | 何玉雪                  |
| 2001年 | 民視             | 《大輪迴-再一個蝴蝶夢》                    | 林秀卿                  |
| 2001年 | 中視             | 《多桑與紅玫瑰》                           | 楊母                    |
| 2001年 | 中視             | 《三叔公九嬸婆》                           | 林素真                  |
| 2001年 | 華視             | 《流星花園》                               | 何母                    |
| 2001年 | 台視             | 《流氓教授》                               | 林母                    |
| 2001年 | 台視             | 《望鄉》                                   | 阿玉嫂                  |
| 2001年 | 台視             | 《一生緣》                                 | 林秋月                  |
| 2001年 | 三立台灣台       | 《戲說台灣-鬼牡丹》                        | 牡丹                    |
| 2001年 | 三立台灣台       | 《戲說台灣-牽亡奇談》                      | 阿笑姨                  |
| 2002年 | 中視             | 《女人當家》                               | 周惠君                  |
| 2002年 | 三立台灣台       | 《台灣霹靂火》                             | 許秋華                  |
| 2002年 | 台視             | 《素心蘭》                                 | 秋月                    |
| 2002年 | 民視             | 《真情檔案》                               | 金母                    |
| 2003年 | 八大第一台       | 《第一劇場-香火情》                        | 林美華                  |
| 2003年 | 三立台灣台       | 《天地有情》                               | 周麗娜                  |
| 2003年 | 東森戲劇台       | 《明星情人夢》                             | 方明玉                  |
| 2004年 | 民視             | 《新玫瑰瞳鈴眼》                           |                         |
| 2004年 | 三立台灣台       | 《台灣龍捲風》                             | 王淑娟(Betty)           |
| 2005年 | 民視             | 《偷天換日》                               | 阿娟                    |
| 2005年 | 三立台灣台       | 《金色摩天輪》                             | 陳美娟                  |
| 2006年 | 三立台灣台       | 《天下第一味》                             | 蔡秋敏                  |
| 2007年 | 民視             | 《濟公》                                   | 甄玉紅 甄紅嫂           |
| 2008年 | 三立台灣台       | 《真情滿天下》                             | 黄秀蘭                  |
| 2009年 | 三立台灣台       | 《天下父母心》                             | 吴美云                  |
| 2010年 | 三立台灣台       | 《家和萬事興》                             | 周桂枝                  |
| 2011年 | 三立台灣台       | 《戏说台湾-白贼七觕丘罔舍》                | 包子嫂 陈五娘           |
| 2011年 | 三立台灣台       | 《戏说台湾-济公十八嫁：第2单元》           | 金淑美                  |
| 2011年 | 三立台灣台       | 《牵手》                                   | 王素琴                  |
| 2012年 | 三立台灣台       | 《戏说台湾-玄坛元帅》                      | 阿美婶                  |
| 2012年 | 大愛電視台       | 《老人老車老朋友》                         | 蘇美蓮                  |
| 2013年 | 三立台灣台       | 《戏说台湾-钱来也》                        | 楊母                    |
| 2013年 | 三立台灣台       | 《戏说台湾-第1单元诸罗文财神-赌博出大运》  | 王阿娇                  |
| 2013年 | 三立台灣台       | 《世間情》                                 | 盧桂芬                  |
| 2013年 | 三立台灣台       | 《戏说台湾-第2单元包公判阴阳之梦游杀人案》 | 林阿                    |
| 2014年 | 大愛電視台       | 《牽你的手 走愛的路》                      | 林母                    |
| 2015年 | 三立台灣台       | 《甘味人生》                               | 王美珠尤钱花            |
| 2015年 | 三立台灣台       | 《親家》                                   | 賴春枝                  |
| 2016年 | 大愛電視台       | 《阿寬》                                   | 黃王嬌                  |
| 2016年 | 大愛電視台       | 《蘇足》                                   | 陳母                    |
| 2017年 | 三立台灣台       | 《戏说台湾-活符挡煞》                      | 張蕙蘭                  |
| 2017年 | 三立台灣台       | 《一家人》                                 | 蕭美淑                  |
| 2017年 | 大愛電視台       | 《平凡很幸福》                             | 陳城                    |
| 2019年 | 台視、三立都會台 | 《你有念大學嗎？》                         | 江麗花                  |
| 2020年 | 三立台灣台       | 《炮仔聲》                                 | 方碧蓮                  |
| 2021年 | 三立台灣台       | 《戲說台灣-奪屍還魂》                      | 臨水夫人                |
| 2022年 | 三立台灣台       | 《一家團圓》                               | 江美惠                  |
| 2024年 | 三立台灣台       | 《戲說台灣-月老賜陰緣》                    | 游王玉梅                |
| 2024年 | 三立台灣台       | 《戲說台灣-真武筆畫魂》                    | 許阿綢                  |
| 2025年 | 三立台灣台       | 《戲說台灣-金虎爺鎮邪靈》                  | 莊李麗秋                |
| 2025年 | 三立台灣台       | 《戲說台灣-媽祖甜甜大福氣》                | 紅龜姑                  |

## 電影
| 年份   | 片名                     |
| 1992年 | 《地下風雲》             |
| 1992年 | 《賭命夕陽》             |
| 1993年 | 《變色狼》               |
| 1993年 | 《瘋狂女殺手》           |
| 1993年 | 《春風少年兄》           |
| 1993年 | 《人肉臘腸》             |
| 1994年 | 《性愛韋小寶之玩女大王》 |
| 1994年 | 《滿清十大酷刑》         |
| 1996年 | 《連環殺人檔案》         |
| 1996年 | 《越軌之狼》             |
| 2000年 | 《女同性戀謀殺案》       |
| 2000年 | 《杀夫》                 |
| 2001年 | 《烈火女警花》           |

## 外部連結
- 林珮君粉絲團的Facebook專頁
- YouTube上的林珮君專屬君團頻道
- 柯妍希在香港影庫上的簡介